# Čudesna djevojka
Čudesna djevojka (engleski Something Wild) američka je drama-komedija, koja u završnoj trećini postaje kriminalistički film, iz 1986. Film je režirao Jonathan Demme a glavne uloge tumače Jeff Daniels, Melanie Griffith i Ray Liotta. Radnja se odvija oko divlje i razigrane djevojke koja preokrene dosadni život glavnog junaka naglavačke.
Iako je komercijalni odjek filma bio osrednji, danas ima mali krug obožavatelja te se smatra kultnim ostvarenjem.

## Radnja
New York. Charlie Driggs je povučeni porezni računovođa s Wall Streeta čiji je život razmjerno dosadan i blijed. Jednog dana, iz čiste avanture, odluči ne platiti račun za ručak u nekoj zalogajnici i jednostavno izaći van na ulicu. To privuče pozornost crnokose djevojke Lulu koja ga nagovori da se pridruži njenim divljim pustolovinama, među kojima su ne plačanje još većih računa, krađa i naposljetku intimnosti u hotelu: tamo ga ona naime lisicama sveže za krevet i uzbudi nazvavši mu šefa i stavivši mu telefonsku slušalicu kraj glave dok ima spolni odnos s njim. Iako se on isprva buni što mu je "prodrmala" svakodnevicu, polako počinje shvaćati da mu se život nikada nije osjećao toliko zabavnim i ispunjen pustolovinom. 
Jednog dana, kada se odvezu u ruralnu sredinu, u njen rodni grad, ona skine svoju periku te se ispostavi da je plavuša te da se zapravo zove Audrey, otkrivši mu svoju neočekivano blagu stranu. Predstavi ga i svojoj razmjerno konzervativnoj majci kao svojeg supruga. Audrey ga potom povede do njene 10. godišnjice mature gdje Charlie sretne svojeg kolegu s posla te dobije unapređenje, a ona svojeg bivšeg, nasilnog muža, Rayja. Ovaj istuče i otjera Charlieja, no ovaj se već zaljubio u Audrey i ne želi ju ostaviti njemu na milost i nemilost. Potajno, počne ih slijediti te ju uspije spasiti od njega kada pobjegnu iz restorana. Međutim, on ih nađe i dođe do obračuna. Pritom, Charlie ubije Rayja. Neko vrijeme kasnije, Charlie ponovno sretne Audrey na cesti i oni odluče započeti vezu. 

## Glume
- Jeff Daniels - Charlie Driggs
- Melanie Griffith - Lulu/Audrey Hankel
- Ray Liotta - Ray Sinclair
- George 'Red' Schwartz - Čovjek za šalterom
- Leib Lensky - Frenchy
- Patricia Falkenhain - Charliejeva sekretarica
- Sandy McLeod - Gravesova sekretarica
- Robert Ridgely - Richard Graves
- John Sayles - Policajac na motociklu
- John Waters - Prodavač automobila

## Nagrade
- 3 nominacije za Zlatni globus: najbolji glumac - komedija ili mjuzikl Jeff Daniels, najbolju glumicu - komedija ili mjuzikl Melanie Griffith, najboljeg sporednog glumca Ray Liotta

## Zanimljivosti
- Crna perika i ime Lulu lika Melanie Griffith oblikovani su prema slavnoj glumici Louise Brooks iz nijemog filma "Pandorina kutija".

## Kritike
Emanuel levy je zapisao: "Kao likovi, Charlie i Lulu ne bi mogli biti različitiji nego što jesu, barem isprva, prije nego što se otkriju skrivene tajne i mračni trenuci iz prošlosti. Kasnije, ispod naizgled različitih uniforma, njih dvoje ispadnu srodne duše...Usprkos promjenama u žanrovima, koji su neki gledatelji smatrali uznemirujučima, prevladavajući otkačeni ton u "Čudesnoj djevojci" je sličan onome u ostalim filmovima Demmea i općenito američkim komedijama. "Čudesna djevojka" je poput šašave komedije iz doba depresije "Dogodilo se jedne noći" u verziji 1980-ih, iako s velikom inverzijom glavnih dvaju uloga...Slično kao i "Plavi baršun", ovaj film ispituje delikatnu ravnotežu između normalnog i abnormalnog."
Pat Graham je zapisao: "...opulentna vožnja Jonathana Demmea diljem američkog krajolika je još uvijek vjerojatno nešto najbolje što je ikada snimio."
Mary Ann Brussat je komenitrala: "Iako završava nasiljem, "Čudesna djevojka" nas potiče da razmislimo o rizicima koje smo spremni prihvatiti kako bi otkrili divlju stranu nas samih."
Roger Ebert je dao 3.5 od 4 zvijezde: "Ovo je jedan od rijetkih filmova gdje se čini kao da je radnja iznenađena time što likovi čine."
Kritičar Arsen Oremović je u svojoj recenziji filmu dao 3 od 4 'kritičarska prsta' (ocjena: vrlo dobro): ""Čudesna djevojka" jedan je od najpopularnijih filmova osamdesetih, jednako omiljen kod kritike i kod publike, jer vrlo uspješno funkcionira na puno razina pa ga mnogi mogu doživljavati kao film napravljen baš po njihovoj mjeri...Tešku i ozbiljnu priču Jonathan Demme uporno izbjegava tako tretirati pa u svom poznatom razbarušenom stilu pravi inteligentan spoj šašave komedije, nostalgičnih filmova o školskim godišnjicama i filmova jeze, pri čemu intenzitetu ovoga posljednjeg posebno pridonosi odličan Ray Liotta. Možda prijelazi iz jednog u drugi dio djeluju katkad neskladno, ali Demme toliko brine o svojim junacima da vas uvijek jednako zanima što će s njima dalje biti bez obzira na situaciju u kojoj se nalaze. "

## Vanjske poveznice
- Čudesna djevojka u internetskoj bazi filmova IMDb-a
- Čudesna djevojka na Rotten Tomatoes
- Čudesna djevojka  Arhivirana inačica izvorne stranice od 23. lipnja 2009. (Wayback Machine) na Metacritic